# Cyrtophrys
Cyrtophrys is een vliegengeslacht uit de familie van de roofvliegen (Asilidae).

## Soorten
- C. albimanus (Carrera, 1949)
- C. attenuatus (Loew, 1851)
- C. facialis (Curran, 1935)
- C. lynchii (Brèthes, 1904)